# Internationella domstolen i Kambodja
Internationella domstolen i Kambodja är en FN-stödd domstol, tribunal, med både nationella och internationella domare och åklagare. 
Dess officiella namn är Extraordinary Chambers in the Courts of Cambodia (ECCC). 
Åtal förbereds mot dem av Röda khmererna, som främst var ansvariga för brott mot kambodjansk lag och internationell rätt i dåvarande Kampuchea mellan 1975 och 1979. Fem personer har häktats av tribunalen under den förberedande rättegång som pågår. De påstås ha beordrat och legat bakom Röda khmerernas mord på 1,7 miljoner människor under tiden april 1975 till januari 1979.
De fem är Nuon Chea, tidigare president i folkets församling (people representative's assembly), Ieng Sary, tidigare premiärminister med ansvar för utrikesaffärer, hans hustru Ieng Thirith, tidigare ansvarig för socialdepatertementet och Khang Khek Ieu, alias Duch, tidigare chef för fängelset Tuol Sleng. Ieng Thirith hävdar att hon är sjuklig och uppträder ibland förvirrat. Till sitt försvar har hon anfört att hon är mor till fyra barn och därför oskyldig.
Ieng Sary, var känd som nr Broder 3 (Pol Pot, som dog 1998 var Nr 1). Nuon Chea kallades Broder nr 2. Ieng Thiriths syster, Khieu Ponnary, var gift med Pol Pot.
Den senaste av dem är Khieu Samphan, som var statsminister. 
Enligt reglerna kan de hållas i "tillfälligt förvar" (provisional detention), vilket i detta fall betyder att förvaret kan fortgå i flera år med omprövning endast en gång om året. Det senaste beslutet om "tillfälligt förvar" fattades den 18 november 2008 då förvaret av Khieu Samphan förlängdes ett år.
Ingen av dem har erkänt brott men Khang Khek Ieu, som tidigare var chef för Tuol Slengfängelset i Phnom Penh, har framfört att han ångrar sig.
Detta fängelse var centrum för tortyr och omkring 16 000 personer, även kvinnor och barn, hölls fängslade där. Färre än 15 personer tros ha överlevt. Rättegången mot honom inleddes 17 februari 2009 och har pågått fram till november 2009. Under rättegången har Duch medgivit visst ansvar men hävdat att han endast var en underordnad som lydde order. På rättegångens sista dag, den 27 november 2009, förvånade han alla med att begära att han skulle släppas fri. Han dömdes 26 juli 2010 till 30 års fängelse. 
Domare är tre kambodjaner, en fransman och en nyzeeländare. Ständiga tvister om förfarandet har försenat förhandlingarna avsevärt. Tribunalen förväntas bli klar 2011.
Ett principiellt juridiskt problem är vilken lag som ska tillämpas. Att kambodjansk lag ska tillämpas råder det knappast tvivel om utan fråga är om "internationell lag" härutöver ska tillämpas. 
Till denna fråga sällar sig nu en grupp frågor som härrör ur ett principiellt beslut att offer (victim) ska kunna höras. Offrens roll är inte klarlagd. En oklarhet är att om de ska behandlas som målsägande och därmed kunna överklaga beslut och domar eller om de ska behandlas som vittnen utan rätt att klaga.
Under den förberedande rättegången (pretrial) uppkom ytterligare problem. Ett offer, Theary Seng, som ville yttra sig, nekades att göra detta på den grunden att hon hade juridiskt ombud. När hon då avskedade sitt ombud blev hon åter nekad att tala. Rätten fattade beslut att skriftlig framställan skulle inges till rätten minst 10 dagar före den förhandling då ett offer vill yttra sig. Rätten beslöt också att det juridiska biträde de anses ha rätt till endast innebär att offren - ordnade gruppvis - får en advokat gemensam för gruppen. 
Ett annat problem som också återstår att lösa är finansieringen. Av beräknade kostnader på 143 miljoner USA-dollar saknas fortfarande[när?] 87 miljoner.
Ytterligare ett problem av oväntat slag har uppstått. De internationella åklagarna har under de förundersökningar som pågått mot de fem fattat misstankar om att ytterligare brott begåtts. De vill nu utreda detta vidare medan de nationella åklagarna motsatt sig ytterligare utredningar och eventuella nya åtal. Deras främsta argument för att underlåta ytterligare utredningar är att de skulle äventyra säkerheten i Kambodja och försvåra "försoning".

## Fotnoter
1. ↑  Generalsekreterarens rapport http://www.regeringen.se/content/1/c6/01/96/37/5b00ffbb.pdf
2. ↑  http://www.eccc.gov.kh/english/cabinet/courtDoc/186/C26_4_FR.PDF
3. ↑  http://news.bbc.co.uk/2/hi/asia-pacific/8382118.stm
4. ↑  ”Arkiverade kopian”. Arkiverad från originalet den 10 mars 2010. https://web.archive.org/web/20100310165947/http://www.asil.org/insights091202.cfm. Läst 25 januari 2010. American Society of International LawASIL